# 愛媛県立松山西高等学校
愛媛県立松山西高等学校（えひめけんりつまつやまにしこうとうがっこう）は、愛媛県松山市久万ノ台甲にあった男女共学の高等学校。2008年、第32回卒業式を以って閉校し、松山西中等教育学校へ移行した。

## 設置学科
全日制
- 普通科

## 沿革
- 1974年 - 愛媛県立松山西高等学校として創立。
- 2003年 - 愛媛県立松山西中学校を併設。
- 2006年 - 愛媛県立松山西中学校が愛媛県立松山西中等教育学校となる。
- 2008年 - 第32回卒業式を以って閉校し、松山西中等教育学校へ移行する。

## 著名な出身者
- 石井智恵 - 衆議院議員
- 宇都宮さだし - 歌手
- 江刺伯洋 - 南海放送アナウンサー
- 河原成紀 - 学校法人河原学園理事長
- 菊原由香利 - タレント
- 高須賀宣 - 起業家
- 福島潤 - 声優
- 本多スイミングスクール - お笑いタレント
- 向井浩二 - 歌手
- 森下真樹 - 振付師・ダンサー